# Platja de La Cueva
La platja de la Cueva és una platja aïllada, envoltada de penya-segats, està situada en el concejo asturià de Cudillero i pertany a la localitat de Oviñana. La platja està protegida dins del paratge natural de la costa occidental i està catalogada com a Paisatge protegit, ZEPA i LIC.

## Descripció
Para la seva localització cal arribar a un dels dos nuclis de població més propers que són Oviñana o Riego de Abajo. Una vegada que s'ha arribat a Oviñana, cal travessar-ho i arribar fins al Far de Cap Vidio que limita la platja per l'est. Des d'allí cal realitzar un llarg descens per una «caleya» (camí en asturià) que baixa en ziga-zaga.
La platja continua per l'orient amb la veïna Platja de Peña Doria però solament s'uneixen en el període de baixamar. Hi ha una desembocadura d'un rierol, no té cap mena de serveis i es pot portar la mascota. Les activitats recomanades són la pesca submarina i la recreativa a canya. Es recomana prendre's amb calma la baixada i pujada del llarg camí en ziga-zaga  fins a la platja.